# 実顕
実顕（じっけん、長享2年（1488年） - 天文11年6月29日（1542年8月20日）は、戦国時代の浄土真宗の僧である。越前超勝寺第5世住持。父は第4世住持蓮超、母は本蓮寺住持蓮覚の娘妙意。妻は願証寺、顕証寺住持蓮淳の娘。子に実照、顕祐、実慶室。
長享2年の父の死により超勝寺住持の地位を受け継いだが、永正3年（1506年）、越前に攻め込んで朝倉宗滴率いる朝倉軍に九頭竜川の戦いで敗れ、本覚寺住持蓮恵と共に加賀へ亡命、越前の拠点を失う代わりに加賀江沼郡に居を構えた。
大永5年（1525年）、証如が第10世法主を継ぐと外祖父の蓮淳が後見人となり、実顕も蓮淳の婿という事で北陸の本願寺代官に任命され、下間頼秀・頼盛兄弟と共に荘園の横領と年貢未納を行い勢力を拡大して本願寺代行寺院である本泉寺住持蓮悟と松岡寺住持蓮慶（蓮綱の子）、光教寺住持顕誓（蓮誓の子）と対立、享禄4年（1531年）に大小一揆を引き起こした。実顕は本覚寺蓮恵と蓮淳の指令を受けて出陣した畿内・東海の門徒や下間頼秀兄弟の支援を受けて本泉寺蓮悟ら小一揆と戦い、小一揆に加勢した朝倉宗滴・畠山家俊らも破り、小一揆方を亡命に追い込み、本覚寺と並んで加賀の実質的支配層に立った。
天文11年（1542年）に死去、嫡男の実照が後を継いだ。